# 26 (број)
26 је број, нумерал и име глифа који представља тај број. 26 је природан број који се јавља после броја 25, а претходи броју 27.

## У науци
- Је атомски број гвожђа

## У уметности
- Окупација у 26 слика је име југословенског филма из 1978. године

## Остало
- Је број аутобуске линије у Београду која саобраћа на релацији Дорћол /Дунавска/ - Насеље Браће Јерковић[1]
- У једном сету обичних карата за игру, има по 26 црвених и 26 црних карата
- Је укупан број кантона у Швајцарској
- Је број слова у класичном латиничном писму. Слово Z је 26. слово у енглеској аззбуци, уједно и последње